# ドミトリー・ウズナーゼ
ドミトリー・ニコラエヴィチ・ウズナーゼ（グルジア語დიმიტრი უზნაძე ロシア語: Дмитрий Николаевич Узнадзе, tr. Dmitry Nikolaevich Uznadze、1887年 1月1日（ユリウス暦1886年 12月20日）- 1950年 10月12日 ）は、ソビエト連邦の心理学者。

## 経歴
1887年、サカラ生まれ。1905年、クタイシ中等学校最終学年のとき革命的学生運動に参加し退学処分を受ける。1907年、検定試験により中等教育終了証書を取得。ライプツィヒ大学およびハリコフ大学を卒業。ライプツィヒ大学ではヴィルヘルム・ヴントから直接指導を受ける。
卒業後はクタイシで中等学校教師となり、哲学、教育学、教育心理学に関する研究を行う。1917年頃トビリシ大学設立に参加。同大学の人文科学部に心理学教室を設置。1921年、心理学講座に初めて心理学実験室を設置。同大学教授、教育科学博士。1941年、グルジア科学アカデミー創立に際し、最初の正会員に選出される。グルジア心理学研究所（のちのД. Н.ウズナーゼ記念心理学研究所）を創設。初代所長として1950年まで務める。専門は児童心理学。発達心理学における思考の過程を追究。人格の基盤の発生の諸条件と児童心理過程と児童活動の経過に対するその影響の諸条件とを解明した。子どもと大人との相互的言語理解は極めて早くから確立されるにもかかわらず、十分に価値ある概念は子どもの思考においては比較的遅くに発達すること、そして、まだ十分に発達した概念の水準に到達しない言葉が概念ではなくそれの機能的等価物として働くような、子どもの思考形式の発達途上の段階として質的にも構造的にも少年や大人のより発達した思考とは深い違いを持つ段階が存在することを指摘した。これらは、ヴィゴツキーらによって「擬概念」という術語によって解釈され、特別の発生論的意義を持つことが強調された。また、志向心理学という一分野を提唱した。彼および彼の同伴者や弟子たちの研究は「構え」の概念をめぐって、深層心理における〈無意識的なもの〉の所在を浮き彫りにする先駆的実験主義の研究であった。

## グルジア心理学派として

### 構えについて

#### 構えの理論
学派の中心をなす概念が「構え」（ウスタノーフカ：установка）の概念であるので、人格についての体系は「構えの理論」と呼ばれている。心理学の出発点は心理諸過程にではなく、生きている個人にある。現実との能動的な関係を維持するものは、個々別々の心理活動ではなく、主体である。そのため、心理学も主体とその人格の研究を中核とするものであるべきである。意識現象は、主体の変形であるとみなされる。
また、欲求の概念抜きに生活を考えることはできない。主体の研究にあっては、この欲求の概念が基本的な役割を果たす。さて、欲求の充足のためには、適切な「場面―手段」が不可欠である。欲求及び「場面―手段」の双方が既に存在するとすると、主体の中には欲求充足のための行為を行う準備性が現れてくる。これが、行為遂行のための「構え」である。構えは環境と心理機能との間の必要不可欠な環である。
構えは環境の作用を媒介し、主体の活動の性格を決定するが、構え自体は、個々の体験として意識の中に反映されるわけではなく、また、意識現象でもない。
構えの実験の例。問題を解こうとする欲求が予め生起している被験者が目の前に提示された大きさの異なる物体の大小を15～16回重ねて判断すると、被験者には、それらの物体が等しくないと評価する構えが現れる。この構えはかなり強固なものであり、次に二つの大きさの等しい物体を提示すると、被験者には、それらは等しくないように見える。
ここでは、次の点が重要である。ここで示したようなやり方である一つの感覚様相（ここでは視覚様相）に固定された構えは、他の感覚様相（例えば触覚様相）にも現れてくるのである。構えは特別の心理現象ではなく、「局在する」現象でもなく、人格の一般的な状態、全体としての主体の状態の様態であることを、それは意味する。構えの変化の中に主体の心理学的な本質が現れてくるのである。人格の様態としての構えの詳細な研究、構えの変種、構えの個人差、構えの病理的な形態、構えの発達的特質についての研究は、グルジア心理学の成果である。

### 後続する研究者
エル・ゲ・ナターゼ、イ・テ・バジャラワ、ア・エス・プランギシュヴィリ、デ・エヌ・ラミイシュヴィリ、ベ・イ・ハチャプリゼ、ゼ・イ・ホジャワ、シャ・エヌ・チハルチシュヴィリ、エヌ・エリ・エリアワ。

## 著書
- 『実験心理学の基礎』（1925年）
- 『幼児心理学』（1947年）
- 『構え心理学の実験的基礎』（1949年）（邦訳、同書の1961年改訂版に編者プランギシュヴィリによりあとから合冊された「構え理論の基本命題」第1章のみの抄訳、秋元春朝・青木冴子・土井捷三・川口勇・若井邦夫共訳、三友社出版『ソビエト心理学研究』第29・30号 1982年）
- 『心理学研究』（1966年）